# 市川本町站
市川本町站（日语：／ Ichikawahommachi eki */?）是位於山梨縣西八代郡市川三鄉町市川大門158號，東海旅客鐵道（JR東海）的身延線車站。

## 歷史
特急「富士川」會通過此站並停靠鄰站市川大門站。在該特急的前身是準急·急行「富士川」，這列車不停靠市川大門站，而是停靠市川本町站。這是由於市川本町站周邊設有町公所、商店街、住宅區和高校，使用人次比較多。在準急·急行「富士川」停站當時，車站附近的縣立市川高等學校的學生會使用此站回家。
後來，由於市川大門站設有1面2線的島式月台結構，加上為了大門碑林公園而建設的新車站大樓。在升級至特急後，列車停靠市川大門站，並通過市川本町站。
- 1930年（昭和5年）10月1日：富士身延鐵道開設市川本町停留場[1]。為旅客車站。
- 1938年（昭和13年）10月1日：富士身延鐵道借給鐵道省使用，成為身延線[1]。同時升級至車站，開設貨物起卸業務。
- 1941年（昭和16年）5月1日：富士身延鐵道正式國有化[1]。
- 1950年（昭和25年）2月：新車站大樓竣工。
- 1956年（昭和31年）11月15日：結束貨物起卸業務。
- 1987年（昭和62年）4月1日：伴隨國鐵分割民營化，車站由東海旅客鐵道（JR東海）營運[1]。
- 1995年（平成7年）9月30日：隨著急行「富士川」升級至特急，不再停靠此站。此站只有普通列車停。同時成為無人車站。

## 車站構造
車站是一座地面車站，設有1面1線的單式月台。月台位於路軌北邊。
此站是由南甲府站管理的無人車站。在1950年（昭和25年）2月建設的車站大樓在2006年（平成18年）拆毀，並新設簡單的車站大樓。

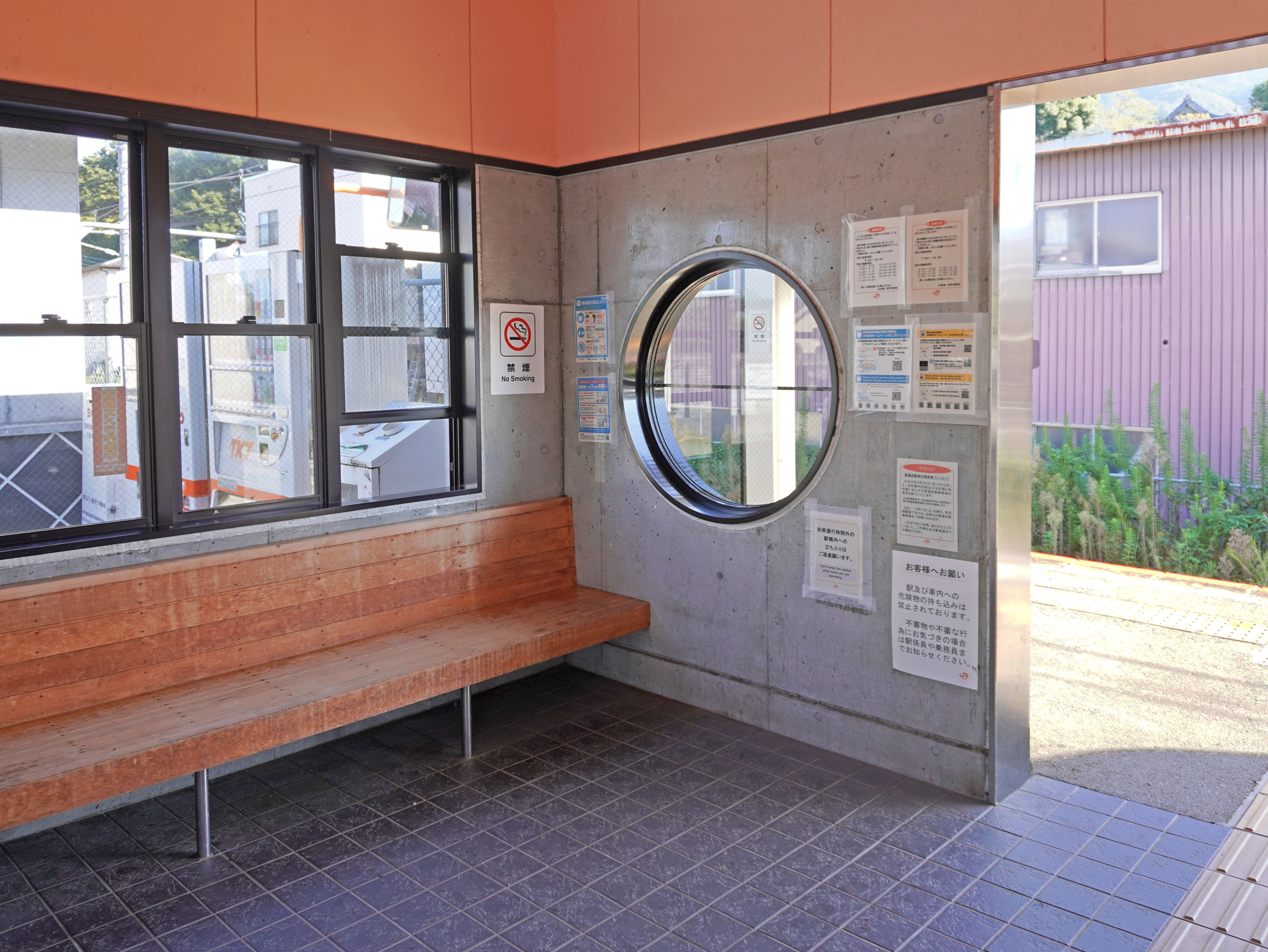
候車室(2022年10月)
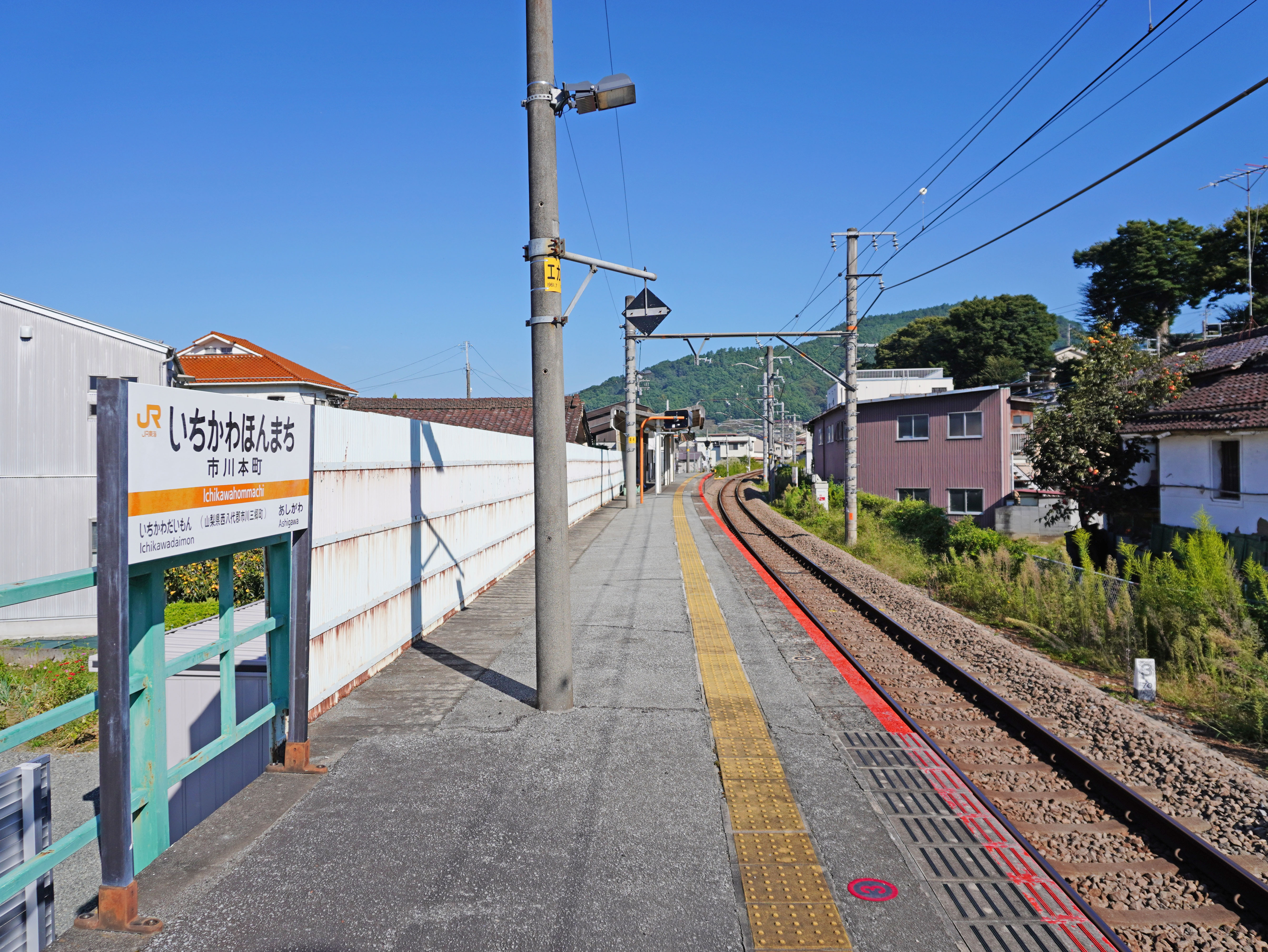
月台（2022年10月）

## 使用狀況
以下為近年1日乘車人次列表：
| 乘車人次變化 | 乘車人次變化     | 乘車人次變化 |
| 年度         | 1日平均 乘車人次 |              |
| ------------ | ---------------- | ------------ |
| 2006         | 279              |              |
| 2007         | 273              |              |
| 2008         | 299              |              |
| 2009         | 294              |              |
| 2010         | 281              |              |
| 2011         | 265              |              |
| 2012         | 249              |              |
| 2013         | 257              |              |
| 2014         | 234              |              |
| 2015         | 236              |              |
| 2016         | 239              |              |
| 2017         | 238              |              |

## 車站周邊
車站位於市川市區。此站比市川大門站較近各個公共機構。市川三鄉町公所位於車站北邊400米處。
- 公共機構
  - 市川三郷町公所（舊市川大門町（日语：市川大門町）公所）
  - 市川三鄉町立圖書館
  - 市川三鄉町民體育館
  - 市川三鄉町民會館
  - 市川大門郵局
  - 山梨縣警（日语：山梨県警察） 鰍澤警署（日语：鰍沢警察署） 市川分廳舍（舊市川警署）
  - 市川三鄉町立市川小學
  - 市川三鄉町立市川中學
  - 山梨縣立市川高等學校（日语：山梨県立市川高等学校）
- 觀光名勝
  - 寶壽院（日语：宝寿院 (山梨県市川三郷町)）
  - 大門碑林公園（日语：大門碑林公園）
  - 市川陣屋蹟
  - 金比羅神社
  - 弓削神社
  - 甲斐源氏（日语：甲斐源氏）舊蹟
  - 古城山之寨
  - 夢窗國師母之墓
  - 六地藏石憧
  - 延命石
  - 印石
- 商業設施
  - 市川商店街

## 相鄰車站
東海旅客鐵道（JR東海）
 身延線
市川大門－市川本町－蘆川

## 注腳
1. 1 2 3 4 5  曾根悟（監修）. 朝日新聞出版分冊百科編集部（編集） , 编. . 週刊 歴史でめぐる鉄道全路線 国鉄・JR (朝日新聞出版). 2009-07-26, (3): 22–23 （日语）.
2. ↑  「山梨縣統計年鑑」